# Пароброд Љубљана
Пароброд „Љубљана“ је путнички брод изграђен у Линцу под називом „Франш Депере“, да би након судара са Паробродом „Загреб“, био преименован у „Фрушка гора“ 1931, а затим од 1945. као „Љубљана“. Брод иако не велик, имао је салоне за дневни боравак путника, ручаоницу и пивницу. Изнад салона су палубе за шетљу. Могао је превозити 300 путника и 30 тона терета. 

## Редовна линија Београд-Тител
На палуби су се налазиле четири кабине: капетанска, другог капетана, управитеља строја и кабина са билетарницом. На палуби су такође келнерај и кухиња. Пароброд је саобраћао на линији Београд - Тител. У пловидбеној сезони кретао је поподне из Београда, и пре заласка сунца стизао у Тител. 